# Шеху, Мехмет
Мехмет Шеху (алб. Mehmet Shehu; 10 января 1913, Чорруш, Фиери, Албания — 17 декабря 1981, Тирана) — албанский коммунистический политик, военный и государственный деятель, член Политбюро ЦК АПТ, министр внутренних дел, обороны и иностранных дел, в 1954—1981 — премьер-министр НРА. Являлся вторым лицом партийно-государственной иерархии после Энвера Ходжи. Проводил жёсткую сталинистскую политику. Погиб в декабре 1981 после конфликта с Ходжей, по официальной версии — покончил жизнь самоубийством.

## Происхождение, профессия, взгляды
Родился в семье мусульманского имама. Исмаил Шеху, отец Мехмета Шеху, считался «фанатичным шейхом», в 1914 году он участвовал в крестьянском восстании против князя Вильгельма Вида, за возвращение под власть Османской империи.
В 1932 Мехмет Шеху окончил техническое училище, учреждённое Американским Красным Крестом. Изучал сельскохозяйственное дело. Поступил на службу в министерстве сельского хозяйства Албанского королевства, но вскоре оставил должность. Пытался поступить в военное училище Тираны, но получил отказ по возрасту (в то время Мехмету Шеху было 19 лет). Работал агротехником на ферме.
В юности во многом унаследовал консервативно-фундаменталистские взгляды отца. С этих позиций он был противником королевского режима Ахмета Зогу. С 1930-х проникся коммунистическим мировоззрением в версии сталинизма.

## В испанской гражданской войне
В 1935—1936 годы учился в военном колледже Неаполя. Исключён по политическим мотивам. Вернувшись в Албанию, был арестован и около трёх месяцев находился в тюрьме Тираны. Освободившись некоторое время работал техником в сельскохозяйственной школе.
В декабре 1937 года перебрался в Испанию, где принял участие в гражданской войне на республиканской стороне. Замкомандира албанской роты (по другим данным, командовал батальоном) в Бригаде имени Гарибальди, был анархистом, затем состоял в Компартии Испании. После поражения испанских республиканцев с 1939 по 1942 год находился в лагере интернирования во Франции.
Из оккупированной Франции в 1942 году был доставлен в Италию. Около двух месяцев пробыл в фашистской тюрьме, примкнул к итальянской компартии.

## В албанской партизанской войне

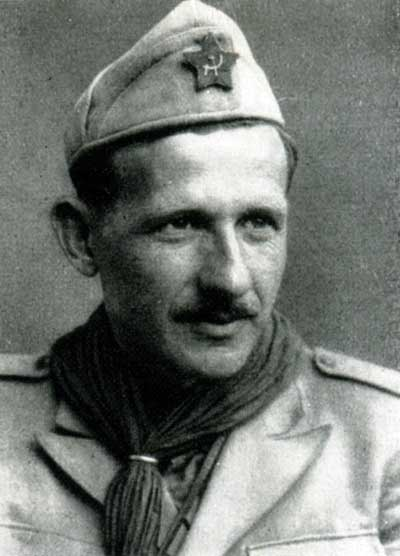
Мехмет Шеху в 1944 году

Вернувшись в Албанию, был арестован и заключён в Дурресе, но быстро освобождён по ходатайству военачальника Кязима Коцули (члена Албанской фашистской партии) и мусульманского богослова Ферит-бея Вокополы. В автобиографии Шеху называл своё освобождение «ошибкой фашистов».
Выйдя из тюрьмы, направился к Хюсни Капо — политкомиссару коммунистической Национально-освободительной армии (UNÇ) округа Влёра. С февраля 1943 года занимал командные посты в UNÇ. Активно участвовал в боевых действиях против итальянских и немецких войск, сотрудничая с британцами. Известен случай, когда бойцами Шеху был взят в плен офицер СС.
С августа 1944 года командовал дивизией, в октябре получил звание генерал-майора. В 1944—1945 — член Антифашистского совета национального освобождения (временного правительства Албании). Во время войны приобрёл репутацию сурового и беспощадного командира. По его приказу были казнены главы многих кланов в горах северной Албании. Эти качества способствовали особому вниманию и расположению к нему со стороны Энвера Ходжи. 
В феврале 1943 года стал кандидатом в члены ЦК Коммунистической партии Албании; с 1948 — Албанская партия труда (АПТ).

## Организатор репрессий
По окончании Второй мировой войны Мехмет Шеху стал заместителем начальника генерального штаба вооружённых сил НРА. Окончив в 1946 году московскую Высшую военную академию имени К. Е. Ворошилова, стал начальником генерального штаба. Дослужился до звания генерала армии. С 1948 Мехмет Шеху — член Политбюро и секретарь ЦК АПТ, заместитель председателя совета министров. С 1948 по 1954 был министром внутренних дел НРА, с 1974 по июль 1980 — министром обороны.
Курировал вопросы госбезопасности, возглавлял карательный аппарат режима, в том числе спецслужбу Сигурими. Руководил политическими репрессиями против противников КПА/АПТ, традиционных горских кланов, преследованиями католиков и мусульман. Особенно интенсивный террор проводился на севере Албании. Действия Шеху вызывали жёсткий повстанческий отпор, крупнейшими актами которого явились Кельмендское восстание и Восстание Коплику января 1945 года, Пострибское восстание сентября 1946 года. Лидера повстанцев кельменди Прека Цали Шеху арестовывал лично.
В августе 1949 года, после убийства партийного секретаря Бардока Бибы, лично контролировал подавление подпольной группы Kapidani (Горный комитет) в Мирдите. Он лично устанавливал разнарядки на казни, заключения и депортации. Под его руководством действовали будущий директор Сигурими Михалак Зичишти (оперативная часть, производство арестов) и будущий министр юстиции Бильбиль Клоси (формально-юридическая часть, вынесение приговоров).
Другим направлением его репрессивной политики были партийные чистки: организовал процесс Кочи Дзодзе—Панди Кристо и преследования «титовцев». В кругу его друзей рассказывал, что он лично привёл в исполнение смертный приговор Дзодзе.
В конце октября 1948 года возглавил МВД, сменил на этом посту Нести Керенджи.
В феврале 1951 года был организатором бессудного убийства 22 оппозиционных интеллигентов и предпринимателей после устроенного подпольщиками-антикоммунистами взрыва в советском посольстве (жертв и серьёзных разрушений взрыв не причинил). На совещании в политбюро 20 февраля 1951 года инициировал чрезвычайные репрессивные меры, «независимо от действующего законодательства». Он предложил арестовать 100—150 человек, из которых казнить 15—20. В ночь на 26 февраля были расстреляны влиятельные оппозиционеры, заведомо невиновные в теракте. Несколько ранее, 25 февраля, лично взялся допрашивать одного из арестованных — коммерсанта Йонуза Кацели. Во время допроса Кацели атаковал и избил Шеху, после чего погиб в завязавшейся драке.
В 1953 году приказал своему заместителю Михалаку Зичишти лично проконтролировать расстрел лидера подпольной организации Албанский союз антикоммунистического освобождения Кочо Кондили.

## Глава правительства

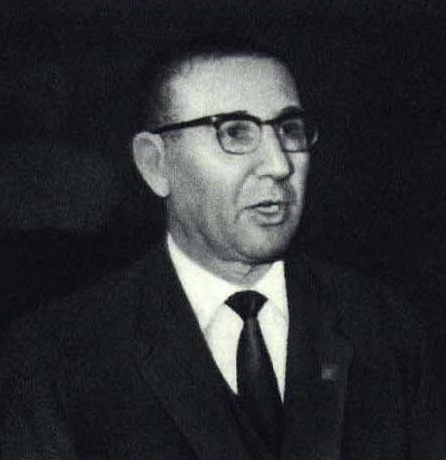
Мехмет Шеху в 1967 году

В 1954 году был назначен председателем совета министров. Возглавлял коммунистическое правительство Албании до конца своей жизни. В 1974—1980 вновь занимал пост министра обороны. С 1947 по 1981 был депутатом Народного собрания НРА—НСРА. Более тридцати лет был вторым лицом албанской партийно-государственной иерархии, ближайшим сподвижником Энвера Ходжи. На официальных фотографиях и пропагандистских плакатах Ходжа и Шеху часто изображались вместе, что создало определённые проблемы после 1981 года.
Сыграл важную роль в формировании сталинистского (ходжаистского) режима — самого жёсткого в Восточной Европе. На XXII съезде КПСС Анастас Микоян процитировал (в негативном контексте) слова Шеху: «Кто не согласен с нашей руководящей ролью, тот получит плевок в лицо, удар в челюсть, а если надо — то и пулю в голову». Шеху был также соавтором изоляционистской политики — закрытия Албании от внешнего мира, разрыва с СССР в 1961 году. В то же время он был сторонником союза с КНР, разорванного Ходжей в 1978 году.
В то же время, по воспоминаниям сына Мехмета Шеху Скендера, его отец был склонен к прагматизму и ценил Сталина за «соединение русского революционного духа с американской практичностью».
Назначил своего племянника, Фечора Шеху, министром внутренних дел (снят в январе 1982 года, при новом премьере, А. Чарчани).

## Гибель

### Конфликт с Энвером Ходжей
В 1981 году между ним и первым секретарём ЦК АПТ Энвером Ходжей возникли серьёзные разногласия. Они отражали противоречия относительно дальнейшего развития Албании. В партийно-государственном руководстве появились сторонники примирения с СССР и с КНР, налаживания торгово-экономических отношений с СФРЮ и даже с Италией. Предполагается, что Шеху придерживался подобных позиций, поскольку не видел иной возможности выхода из глубокого экономического тупика. Однако Ходжа категорически отстаивал изоляционистский статус-кво. Отношения Ходжи с Шеху обострила также помолвка Скендера Шеху-младшего со спортсменкой Сильвой Турдиу, девушкой из «политически неблагонадёжной семьи».
18 декабря 1981 года албанские власти объявили, что Мехмет Шеху покончил жизнь самоубийством «в состоянии глубокого душевного волнения». Вскоре в адрес покойного последовали стандартные политические обвинения: шпионаж в пользу Югославии, СССР, США, Италии, работа на КГБ и ЦРУ (одновременно), «контрреволюционный заговор», «планы реставрации капитализма» и т. д.
Официальное заявление о самоубийстве Шеху по сей день вызывает серьёзные сомнения. Иностранные эксперты, югославские и советские дипломаты обращали внимание, что, в отличие от темпераментного Ходжи, Шеху был человеком холодного рационального характера, не склонным к нервным срывам и импульсивным решениям. При этом Шеху как глава правительства сталкивался с реальными проблемами, требовавшими конкретных решений, тогда как Ходжа, глава партии, исходил прежде всего из идеологических догм и в последние годы «находился в параллельной реальности». Существует версия, что в действительности Шеху был застрелен прямо на заседании политбюро ЦК АПТ, но это представляется маловероятным.

### Политические последствия
Ближайший сподвижник и преемник Шеху на министерских постах Кадри Хазбиу был арестован, осуждён и в 1983 году расстрелян как «участник заговора Шеху»; репрессиям также подверглась группа родственников и сторонников Шеху — среди них вдова Фикирете Шеху, племянник Фечор Шеху (бывший глава МВД и Сигурими), Михалак Зичишти (бывший директор Сигурими), Нести Насе (бывший министр иностранных дел), Ламби Зичишти (бывший министр здравоохранения), Ламби Печини (крупный функционер МВД) и ряд других. Фечор Шеху, Ламби Зичишти, Ламби Печини были казнены вместе с Кадри Хазбиу.
Политический смысл процесса заключался в подтверждении единовластия Энвера Ходжи, демонстрации готовности к репрессиям и продвижении группы функционеров следующей генерации, конкурировавших с Шеху и его сподвижниками. Через «дело Хазбиу» с Шеху задним числом связали антикоммунистическую Группу Шевдета Мустафы, в сентябре 1982 года проникшую в Албанию с целью убийства Ходжи.
В 1982 году Энвер Ходжа вынужден был ввести в свою программную книгу «Титовцы» дополнительную главу, в которой задним числом «разоблачался» Мехмет Шеху.
Рамиз Алия, возглавивший АПТ после смерти Ходжи, в 1985 году характеризовался как «участник борьбы со всеми врагами партии, кончая Мехметом Шеху».

## Семья
Мехмет Шеху был женат, имел двух сыновей. Фикирете Шеху — жена Мехмета Шеху — была директором Высшей партийной школы АПТ. После гибели мужа была арестована, заключена в тюрьму, где скончалась в 1988 году.
Скендер Шеху — старший сын Мехмета Шеху — в разные исторические эпохи становился фигурантом скандалов. В мае 2016 года он был арестован в Швеции по обвинению в хранении наркотиков. В то же время он много сделал для восстановления картины событий 1981 года.
Башким Шеху — младший сын Мехмета Шеху — известный сценарист и писатель. После гибели отца был арестован, восемь лет находился в тюрьме и полтора года в лагере интернирования. Освобождён после падения коммунистического режима в 1991. Занимался поиском могилы Мехмета Шеху и 19 ноября 2001 объявил, что обнаружил её. В настоящее время живёт в Испании.
Дуро Шеху — младший брат Мехмета Шеху — после гибели брата был арестован. Впоследствии получил возможность эмигрировать в Канаду.
Фечор Шеху — племянник Мехмета Шеху — в 1979—1982 возглавлял МВД и Сигурими, был известен особой жестокостью при ведении допросов. После гибели дяди арестован и в 1983 расстрелян.
В романе Исмаила Кадаре «Преемник» в литературной форме описывается биография Шеху.